# (1451) Granö
(1451) Granö ist ein Asteroid des Hauptgürtels, der am 22. Februar 1938 von dem finnischen Astronomen Yrjö Väisälä in Turku entdeckt wurde. 
Benannt ist der Asteroid nach dem finnischen Geografen, Entdecker und damaligen Kanzler der Universität Turku Johannes Gabriel Granö.